# Hernádbűd
Hernádbűd község Borsod-Abaúj-Zemplén vármegye Gönci járásában.

## Fekvése
Miskolctól körülbelül 40 kilométerre északkeletre fekszik. A környező települések közül Pere 2, Abaújkér és Hernádszentandrás 5-5 kilométerre található; a legközelebbi városok Encs és Abaújszántó, mindkettőtől egyaránt körülbelül 8-8 kilométer választja el.
Csak közúton érhető el, Gibárt vagy Pere érintésével, a 3707-es úton. Közösségi közlekedéssel a Volánbusz 3816-os járatával közelíthető meg.

## Története
A terület az őskor óta lakott, késő kőkori földvár maradványaira bukkantak a környéken. A települést 1246-ban említik először, Bywd néven. Román stílusú temploma a 13. században épült. A török idők és a Rákóczi-szabadságharc idején sok lakó elmenekült. 1711-ben pestisjárvány pusztított a környéken. A 18. századra csaknem teljesen kihalt. A 19. század elején földesurai a Zemplénből telepítettek jobbágyokat a faluba.

## Közélete

### Polgármesterei
- 1990–1994: Takács Gyula (független)[4]
- 1994–1996: Takács Lajos (független)[5]
- 1997–1998: Implom János (független)[6]
- 1998–2002: Implom János (független)[7]
- 2002–2006: Dankó Sándor (független)[8]
- 2006–2010: Dankó Sándor (független)[9]
- 2010–2014: Takács László (független)[10]
- 2014–2019: Takács László (független)[11]
- 2019–2024: Majoros Béláné (független)[12]
- 2024– : Majoros Béláné (független)[1]

1997. március 23-án időközi választást tartottak a településen Takács Lajos polgármester 1996. decemberi halála miatt.

## Népesség
A település népességének változása:
| Lakosok száma | 137  | 134  | 133  | 120  | 110  | 109  | 112  |
|               | 2013 | 2014 | 2015 | 2021 | 2022 | 2023 | 2024 |

A 2001-es népszámlálás adatai szerint a településnek csak magyar lakossága volt.
A 2011-es népszámlálás során a lakosok 96,2%-a magyarnak, 0,8% cigánynak, 2,3% szlováknak mondta magát (3,8% nem válaszolt; a kettős identitások miatt a végösszeg nagyobb lehet 100%-nál). A vallási megoszlás a következő volt: római katolikus 36,1%, református 45,9%, görögkatolikus 3%, evangélikus 6%, felekezeten kívüli 2,3% (6,8% nem válaszolt).
2022-ben a lakosság 96,4%-a vallotta magát magyarnak, 8,2% cigánynak, 0,9% németnek, 2,7% egyéb, nem hazai nemzetiségűnek (3,6% nem nyilatkozott; a kettős identitások miatt a végösszeg nagyobb lehet 100%-nál). Vallásuk szerint 31,8% volt római katolikus, 41,8% református, 1,8% görög katolikus, 3,6% egyéb keresztény, 2,7% evangélikus, 3,6% felekezeten kívüli (14,5% nem válaszolt).

## Híres személyek
- Itt született 1861-ben Idrányi Barna nagyszalánci református lelkipásztor, esperes, a csehszlovákiai Tiszáninneni egyházkerület harmadik püspöke.

## Képgaléria

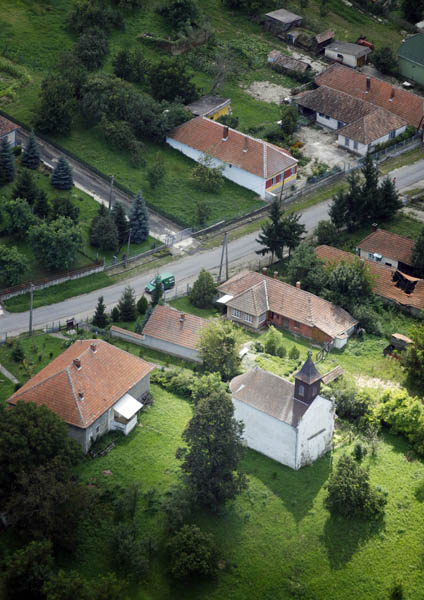
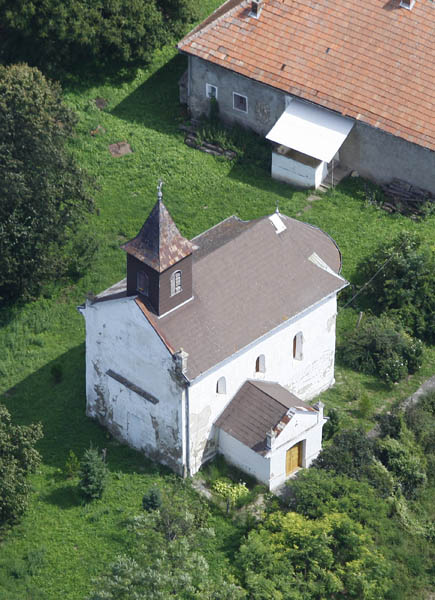